# Univerzitetski park
Univerzitetski park (sveučilišni park) nalazi se u najužem centru Beograda (u staroj gradskoj jezgri) u sklopu Studentskog trga.
Bio je poznat i kao Pančićev park, a naziva se još i Studentski park. Za vrijeme turske vladavine ovdje je bilo tursko groblje, koje je uklonjeno polovicom 19. stoljeća. Potom je na jednom dijelu današnjeg parka napravljen najveći i najpoznatiji trg (uklonjen tek 30-ih godina 20. stoljeća).
Prvi urbanist Beograda, Emilijan Josimović, smatrao je da ovom prostoru dolikuje nešto reprezentativnije od trga, pa je poslije 1869. godine, kada su počeli radovi na regulaciji, skratio za polovinu Veliku pijacu, a preostali dio pretvorio u park. Prve urbane konture park dobiva krajem 19. stoljeća, kada je u njemu otkriven spomenik Josipu Pančiću, a definitivno je uobličen 30-ih godina 20. stoljeća prenošenjem spomenika Dositeju Obradoviću s Kalemegdana i podizanjem sadašnje barokne ograde.